# Stylidium lepidum
Stylidium lepidum este o specie de plante dicotiledonate din genul Stylidium, familia Stylidiaceae, ordinul Asterales, descrisă de Ferdinand von Mueller și George Bentham. Conform Catalogue of Life specia Stylidium lepidum nu are subspecii cunoscute.